# Семенов Дмитро Іванович
Дмитро́ Іва́нович Семе́нов (нар. 21 жовтня 1913 — пом. 6 травня 2006) — радянський військовик часів Другої світової війни, командир 2-го дивізіону 473-го артилерійського полку 99-ї стрілецької Житомирської Червонопрапорної дивізії 23-го стрілецького корпусу (46-а армія, Третій Український фронт), майор. Герой Радянського Союзу (1945).

## Життєпис
Народився 21 жовтня 1913 року в селі Новгородка (нині — селище міського типу, районний центр Кіровоградської області) в селянській родині. Українець. Рано залишившись без матері, з 13-річного віку розпочав трудову діяльність. 1936 року закінчив Новгородківський сільськогосподарський технікум, працював агрономом.
До лав РСЧА призваний 15 листопада 1936 року Долинським РВК Кіровоградської області. 1941 року закінчив Одеське військове артилерійське училище.
Учасник німецько-радянської війни з липня 1941 року. Воював на Західному, Південно-Західному, Південному, Сталінградському, 1-у, 2-у та 3-у Українських фронтах. Бойове хрещення прийняв під Могильовом, у Білорусі.
Восени 1942 року командир 1-ї батареї артдивізіону 152-ї окремої стрілецької бригади лейтенант Д. І. Семенов брав участь у важких оборонних боях з німецькими танками в Калмикії, на астраханському напрямку. У 1943 році командир 2-го дивізіону 473-го артилерійського полку 99-ї стрілецької дивізії Д. І. Семенов брав участь у визволенні міст Донбасу. Член ВКП(б) з 1943 року. У 1944 році брав участь в бойових діях на житомирському, а згодом — львівському напрямках.
Особливо командир дивізіону майор Д. І. Семенов відзначився під час форсування річки Дунай. В ніч з 4 на 5 грудня 1944 року, підтримуючи дії 2-го стрілецького батальйону 1-го стрілецького полку, першим разом з піхотою форсував Дунай поблизу населеного пункту Ерчі, що в 18 кілометрах південніше Будапешта (Угорщина). З плацдарму на правому березі керував вогнем не лише свого дивізіону, а й усієї приданої артилерії. Внаслідок чіткого керування і влучного вогню, вогневі засоби супротивника були подавлені й знищені, що сприяло подальшому розширенню плацдарма.
Учасник Параду Перемоги на Красній площі в Москві 24 червня 1945 року.
1946 року майор Д. І. Семенов вийшов у запас і повернувся на батьківщину. Мешкав у місті Кіровограді, працював начальником будівельно-монтажного управління (БМУ) «Кіровоградводбуд».
Помер 6 травня 2006 року. Похований в Пантеоні Слави.

## Нагороди і почесні звання
Указом Президії Верховної Ради СРСР від 24 березня 1945 року за зразкове виконання бойових завдань командування на фронті боротьби з німецько-фашистськими загарбниками та виявлені при цьому відвагу і героїзм, майорові Семенову Дмитру Івановичу присвоєне звання Героя Радянського Союзу з врученням ордена Леніна і медалі «Золота Зірка» (№ 4749).
Також нагороджений українським орденом Богдана Хмельницького 3-го ступеня (14.10.1999), радянським орденами Олександра Невського (23.05.1945), Вітчизняної війни 1-го (18.02.1944, 11.03.1985) і 2-го (11.10.1943) ступенів, Червоної Зірки (17.12.1942) і медалями.
Заслужений меліоратор Української РСР.
Почесний громадянин Кропивницького (Рішення сесії Кіровоградської міської ради від 6 вересня 2005 року).